# Metaalrookkoorts
Metaalrookkoorts is een acute reactie van de luchtwegen na blootstelling aan metaaldampen. De metalen waarbij dit effect is waargenomen, zijn aluminium, barium, cadmium, chroom, ijzer, koper, magnesium, nikkel en tin, maar andere metalen kunnen niet uitgesloten worden als oorzaak.
Veelvoorkomende symptomen zijn hoofdpijn, koorts, hoesten (waaronder het ophoesten van bloed, maar zie daarvoor ook verderop), transpireren, droge en geïrriteerde slijmvliezen in de luchtwegen (waaronder de keel), misselijkheid en braken, vermoeidheid, pijn in spieren en gewrichten, en algehele malaise. In de regel zullen de eerste symptomen reeds snel, maar uiterlijk binnen enkele uren na blootstelling kunnen optreden. Een metaaldampkoorts kan tot 7 dagen na blootstelling aanhouden, maar herstel is in de regel volledig en restloos.
Lassers en andere metaalbewerkers lopen een verhoogd risico op metaaldampkoorts: bij het lassen of snijden van metalen kunnen zeer hoge temperaturen bereikt worden en kunnen de metalen sneller en in hogere mate verdampen. Bij dergelijke werkzaamheden dient men zich dus te beschermen tegen inademing van dergelijke metaaldampen en alle andere giftige verbindingen die in het processen vrij kunnen komen (denk aan koolstofmonoxide, ozon, de stikstofoxiden). Dit kan bereikt worden door adequate ventilatie (afzuiging van de gevormde dampen, of —indien gewerkt wordt in een afgesloten of slecht geventileerde ruimte (bv. in een tank) en/of een persoonlijk beschermingsmiddel (bijvoorbeeld een gesloten ademhalingstoestel).
Indien men blootgesteld is aan metaaldampen, moet men bij ademhalingsproblemen (waaronder hoesten en kortademigheid of benauwdheidsklachten), maar zeker ook bij koorts, een arts raadplegen. Er kan immers ook sprake zijn van thermisch letsel aan de luchtwegen en/of de longen. Bij lassers is secundair aan dergelijk thermisch (long)letsel eerder het ophoesten van grote hoeveelheden bloed waargenomen.